# Палаузов, Спиридон Николаевич
Спиридон Николаевич Палау́зов (16 июля 1818, Одесса, Российская империя — 17 августа 1872, Павловск, там же) — российский и болгарский историк и чиновник. По национальности был болгарином.

## Биография
Учился в Ришельевском лицее (1832—1840), а затем в Гейдельбергском и Мюнхенском университетах (1840—1843), где получил степень доктора политико-экономических наук за исследование об экономике Греции. Для изучения истории славянства перешёл в Московский университет, где слушал лекции О. М. Бодянского на историко-филологическом факультете и получил степень кандидата; в 1852 году защитил в Санкт-Петербургском университете диссертацию на степень магистра: «Век Болгарского царя Симеона» (СПб, 1852). Был избран действительным членом Императорского общества истории и древностей российских в Москве(1846). Служебную карьеру Палаузов начал сотрудником Азиатского департамента при министерстве иностранных дел, был чиновником особых поручений при министерстве народного просвещения, потом цензором, а в войну 1853—1856 годов находился в Молдавии и Валахии при князе И. Ф. Паскевиче, потом при главнокомандующем князе М. Д. Горчакове, по делам о переходе болгар в Россию; затем состоял управляющим варшавской таможней и начальником отделения при министерстве финансов. По поручению первых основателей болгарского настоятельства в Одессе, болгар В. Е. Априлова и Н. С. Палаузова, он ездил в Габрово (в Болгарии) для организации первого болгарского училища.
Похоронен на 1-м Христианском кладбище Одессы.

## Научная работа
Наряду со служебной деятельностью вёл интенсивные научные исследования, благодаря которым может считаться родоначальником критического направления в развитии болгарской историографии эпохи Возрождения. Зная в совершенстве несколько языков, главным образом греческий, который был домашним языком в его семье, Палаузов писал преимущественно по-русски, хотя некоторые его труды есть и на болгарском языке. Из его сочинений, которые почти все касаются Болгарии, Румынии или Австро-Венгрии, кроме магистерской диссертации, наиболее известны: 
- «Австрия со времени революции 1848 году» (СПб, 1850),
- «Синодик царя Бориса» (М., 1855),
- «Юго-Восток Европы в XIV в.» (СПб, 1857),
- «Уния в царувание-то на Ивана Асеня» («Български книжици», 1858),
- «По вопросу о болгарском патриаршестве» (брошюра, Берлин, 1860),
- «Венгрия в современных её отношениях к Австрии» (СПб, 1861),
- «Румынские господарства Молдавия и Валахия» (СПб, 1859),
- «Реформы и католическая реакция в Венгрии» (СПб, 1860),
- «Распространение христианства в Болгарии»,
- по поводу 1000-летия христианства в Болгарии («Чтение в Слав. Благотвор. Комитете», 1870),
- «Болгарская рукопись XIV века, найденная в Тернове»,
- «Опровержение Богумильской ереси Евфимия Зигабена. Из бумаг С. Н. П.» («Православное Обозрение», 1873—1875).

В качестве члена российской археографической комиссии участвовал в редактировании и публикации корпуса средневековых славянских текстов «Великие Минеи Четьи» митрополита Макария (1542—1563). Изучил множество греческих книг, активно участвовал в поиске и приобретении исторических источников о болгарской истории, ввёл в науку понятие «Золотой век Болгарии».